# Замок Дансані

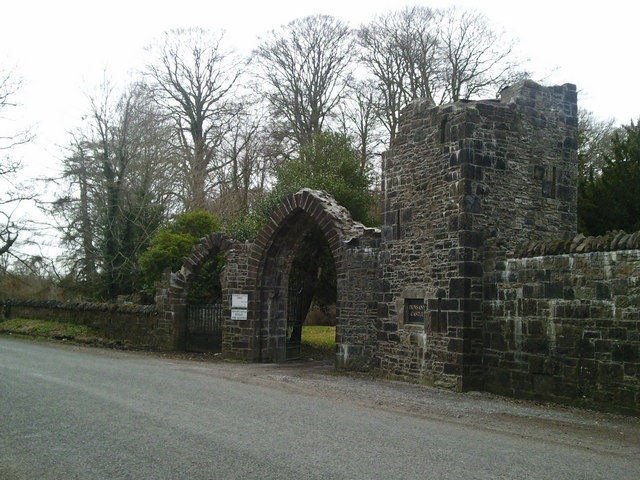
Ворота замку Дансані.

Замок Дансані (англ. Dunsany Castle, ірл. Caisleán Dhún Samhnaí) — замок Дун Савнай — один із замків Ірландії, розташований в графстві Міт. Це давній норманський замок, який був збудований норманським феодалом Х'ю де Лейсі в 1180—1181 роках після англо-норманського завоювання Ірландії. Потім замок був неодноразово перебудований та модернізований. Цей же феодал збудував в Ірландії замки Кіллін та Трім для захисту своїх земель від ірландських кланів. Це один з найдавніших будинків в Ірландії, що збереглись до нашого часу і були безперервно заселені. Належав родини К'юсак та їх нащадкам — родині Планкетт, що володіють замком до сьогоднішнього дня. Замок оточений вотчиною. Біля замку є старовинна церква, сад, господарство, житлові будинки.

## Місцезнаходження
Замок і вотчина Дансані стоять на землі Дансані між містами Трім та Дуншауглін. Поруч є невелике силище Дансані Кросс з поштою, магазином, католицькою церквою, школою, клубом, баром, місцевими органами влади. Недалеко стоїть Довер-Хаус. Разом з селищем Кілмессан селище Дансані утворюють одну католицьку парафію.

## Історія замку Дансані
Перший замок Дансані був побудований одразу після англо-норманського завоювання Ірландії в стилі «мотт-та-бейлі» у 1180—1181 роках. Зліва і справа від нинішнього замку можна помітити підмурки тих давніх будівель. Чотири головні вежі збереглися з тих давніх часів, але внутрішні приміщення, стара кухня були добудовані в XVIII—XIX століттях. Нинішній замок Дансані втричі перевищує розміри первинного замку.
Замок Дансані разом із замком Кіллін отримали лицарі К'юсак від феодала де Лейсі. Внаслідок шлюбу на початку XV століття замок перейшов у володіння родини Планкетт, що отримала титул баронів Дансані. Спочатку замок Дансані і замок Кіллін були частинами одного маєтку, але потім замок Кіллін дістався старшому сину, а замок Дансані молодшому сину — Крістоферу. Маєток було розділено. Замок був власністю баронів Дансані безперервно, аж до часів Олівера Кромвеля. У 1641 році спалахнуло повстання за незалежність Ірландії, барони Дансані підтримали повстання. Замок тримав оборону від нападу англійських військ. Оборону очолювала леді Планкетт. За це землі та замок були в них конфісковані Олівером Кромвелем, а самі вони були виселені в Коннахт. По дорозі в Коннахт вони померли. Після реставрації монархії замок повернули двоюрідним братам господарів — Сенту та Оліверу Планкеттам.
Помістя Дансані було скорочено в площах внаслідок політики тодішнього уряду Великої Британії і земельних актів наприкінці ХІХ століття. Але замок лишився оточений землями первісної вотчини. У замку жив і працював письменник лорд Дансані — велика частина його літературної спадщини була написана саме в одній з башт замку.
З 1990 року проводяться роботи по реставрації замку Дансані. Інший замок Планкеттів — замок Трім лежить у руїнах і переведений у власність держави.

## Особливості архітектури
Вхід в замок з ґанку, далі йде хід у центральний коридор, головні сходи, склепінчаста стеля, другий зал. На першому поверсі знаходиться головний обідній зал з портретами людей роду Планкетт та іншими картинами. Є більярдна, кухня — як давня так і сучасна. На першому поверсі знаходиться бібліотека і вітальня, що має оздоблення 1780 року. Бібліотека оформлена в стилі неоготики. На другому поверсі є таємний хід, що використовували для давніх католицьких змов. На третьому поверсі є спальні.

## Маєток
Маєток оточений стіною, велика частина якої була побудована під час Голодомору 1848 року з єдиною метою — дати людям роботу і засоби для виживання. Головні ворота маєтку часів середньовіччя, є так званий «хрест прочанина», є будинок охоронця маєтку — Будинок Воріт. На річці є шлюзи, біля шлюзів є будиночок і високі білі ворота. Біля третього шлюзу був цікавий чорний будиночок, але він був по варварськи знищений в 1980-тих роках. Поруч біля маєтку є церква святого Миколи Мірлікійського (яку називають місцеві жителі «Абатство»). Храм був побудований в 1440 році на місці більш давньої церкви, що стояла тут як мінімум з 1305 року. Нині це пам'ятка історії та архітектури Ірландії національного значення. Біля церкви є старовинне кладовище. Церква вийшла з ужитку — був побудований новий храм.
Є великий сад площею більше 3 акрів. Сад як і в давні часи дарує людям фрукти та овочі. Зберігся будинок садівника, є пасіка. У маєтку є чисельні кам'яні господарські споруди, будинки для зберігання криги, стайні. Навколо маєтку є болота, поля, ліси. Поруч є залізнична станція лінії Дублін-Наван. Через маєток тече річка Сконе — притока річки Бойн.
Замок можна відвідати тільки у певні дні року і то за окрему плату. Замок використовували під час зйомок багатьох фільмів, у тому числі фільму «Хоробре серце».